# Josephine megye
Josephine megye az Amerikai Egyesült Államokban, azon belül Oregon államban található. Megyeszékhelye és legnagyobb városa Grants Pass. Lakosainak száma 88 090 fő (2020. április 1.).

## Szomszédos megyék
- Douglas megye (észak)
- Jackson megye (kelet)
- Siskiyou megye (dél)
- Del Norte megye (délnyugat)
- Curry megye (nyugat)

## Népesség
A megye népességének változása:
| Lakosok száma | 82 838 | 82 641 | 82 813 | 83 306 | 84 745 | 88 090 |
|               | 2010   | 2011   | 2012   | 2013   | 2015   | 2020   |